# Club Joventut de Badalona 2005-2006
Questa voce raccoglie le informazioni riguardanti il Club Joventut de Badalona nelle competizioni ufficiali della stagione 2005-2006.

## Stagione
La stagione 2005-2006 del Club Joventut de Badalona è la 50ª nel massimo campionato spagnolo di pallacanestro, la Liga ACB.
All'inizio della nuova stagione la Federazione decise di abolire la distinzione riguardo ai giocatori comunitari, estendendo la classificazione a tutti i Paesi appartenenti alla FIBA Europe.

## Roster
Aggiornato al 23 novembre 2021.
| DKV Joventut Badalona 2005-06 | DKV Joventut Badalona 2005-06 |
| Giocatori                     | Staff tecnico                 |
| ----------------------------- | ----------------------------- |

| N. | Naz.                                   | Ruolo | Nome               | Anno | Alt.   | Peso   |  |
| -- | -------------------------------------- | ----- | ------------------ | ---- | ------ | ------ |  |
| 4  | Brasile (bandiera) · Italia (bandiera) | P     | Marcelinho Huertas | 1983 | 191 cm | 85 kg  |  |
| 5  | Spagna (bandiera)                      | GA    | Rudy Fernández     | 1985 | 196 cm | 80 kg  |  |
| 6  | Stati Uniti (bandiera)                 | P     | Elmer Bennett      | 1970 | 183 cm | 77 kg  |  |
| 9  | Spagna (bandiera)                      | G     | Paco Vázquez (C)   | 1974 | 190 cm | 90 kg  |  |
| 10 | Regno Unito (bandiera)                 | C     | Robert Archibald   | 1980 | 211 cm | 113 kg |  |
| 11 | Rep. Ceca (bandiera)                   | A     | Luboš Bartoň       | 1980 | 202 cm | 100 kg |  |
| 13 | Stati Uniti (bandiera)                 | P     | Andre Turner       | 1964 | 180 cm | 73 kg  |  |
| 14 | Spagna (bandiera)                      | G     | Pau Ribas          | 1987 | 194 cm | 90 kg  |  |
| 15 | Spagna (bandiera)                      | AP    | Álex Mumbrú        | 1979 | 202 cm | 103 kg |  |
| 18 | Paesi Bassi (bandiera)                 | C     | Henk Norel         | 1987 | 212 cm | 104 kg |  |
| 20 | Russia (bandiera) · Spagna (bandiera)  | AC    | Dmitry Flis        | 1984 | 203 cm | 100 kg |  |
| 21 | Canada (bandiera) · Irlanda (bandiera) | C     | Jesse Young        | 1980 | 207 cm | 102 kg |  |
| 23 | Stati Uniti (bandiera)                 | AG    | Randy Holcomb      | 1979 | 205 cm | 101 kg |  |
| 25 | Nigeria (bandiera)                     | C     | Aloysius Anagonye  | 1981 | 203 cm | 116 kg |  |
| 32 | Spagna (bandiera)                      | P     | Ricky Rubio        | 1990 | 188 cm | 78 kg  |  |
| 51 | Regno Unito (bandiera)                 | C     | Andrew Betts       | 1977 | 216 cm | 110 kg |  |

| Allenatore                                                         |
| - Aíto García Reneses                                              |
| Assistente/i                                                       |
| - Sito Alonso Legenda - (C) Capitano - (IN) Inattivo - Infortunato |

## Mercato

### Sessione estiva
| Acquisti | Acquisti         | Acquisti       | Acquisti   | Acquisti |
| R.a      | Nome             | da             | Modalità   |          |
| -------- | ---------------- | -------------- | ---------- | -------- |
| P        | Elmer Bennett    | Real Madrid    | definitivo |          |
| C        | Robert Archibald | V.L. Pesaro    | definitivo |          |
| A        | Luboš Bartoň     | Virtus Roma    | definitivo |          |
| C        | Andrew Betts     | Saski Baskonia | definitivo |          |
| C        | Henk Norel       | Amsterdam      | definitivo |          |

| Cessioni | Cessioni         | Cessioni         | Cessioni       | Cessioni |
| R.       | Nome             | a                | Modalità       |          |
| -------- | ---------------- | ---------------- | -------------- | -------- |
| AG       | Jamie Arnold     | Maccabi Tel Aviv | fine contratto |          |
| P        | Carles Marco     | Siviglia         | fine contratto |          |
| C        | Venson Hamilton  | Real Madrid      | fine contratto |          |
| A        | Martin Cattalini | Cairns Taipans   | fine contratto |          |
| AP       | Milan Gurović    | Stella Rossa     | fine contratto |          |
| A        | Albert Teruel    | Prat             | fine contratto |          |
| C        | Sean Rooks       |                  | ritirato       |          |

### Dopo l'inizio della stagione
| Acquisti | Acquisti          | Acquisti        | Acquisti        | Acquisti   |
| R.       | Nome              | da              | Data            | Modalità   |
| -------- | ----------------- | --------------- | --------------- | ---------- |
| C        | Aloysius Anagonye | Free agent      | 19 ottobre 2005 | definitivo |
| P        | Andre Turner      | Free agent      | ottobre 2005    | definitivo |
| AG       | Randy Holcomb     | Gary Steelheads | 7 aprile 2006   | definitivo |

| Cessioni | Cessioni          | Cessioni   | Cessioni      | Cessioni       |
| R.       | Nome              | a          | Data          | Modalità       |
| -------- | ----------------- | ---------- | ------------- | -------------- |
| P        | Andre Turner      | Melilla    | novembre 2005 | fine contratto |
| C        | Aloysius Anagonye | Free agent | 31 marzo 2006 | rescissione    |